# CA Bordj Bou Arreridj
CA Bordj Bou Arreridj is een Algerijnse voetbalclub uit Bordj Bou Arreridj die in de op een na hoogste voetbalklasse uitkomt. De club is in 1931 opgericht.
ASO Chlef ·
CR Belouizdad ·
CS Constantine ·
ES Sétif ·
HB Chelghoum Laïd ·
JS Kabylie ·
JS Saoura ·
MC Alger ·
MC Oran ·
NA Hussein Dey ·
NC Magra ·
Olympique de Médéa ·
Paradou AC ·
RC Arbaâ ·
RC Relizane ·
US Biskra ·
USM Alger ·
WA Tlemcen ·